# Hahn (Pfungstadt)
Hahn (im lokalen Dialekt: Hoh) ist ein Stadtteil der Stadt Pfungstadt im südhessischen Landkreis Darmstadt-Dieburg.

## Geographie

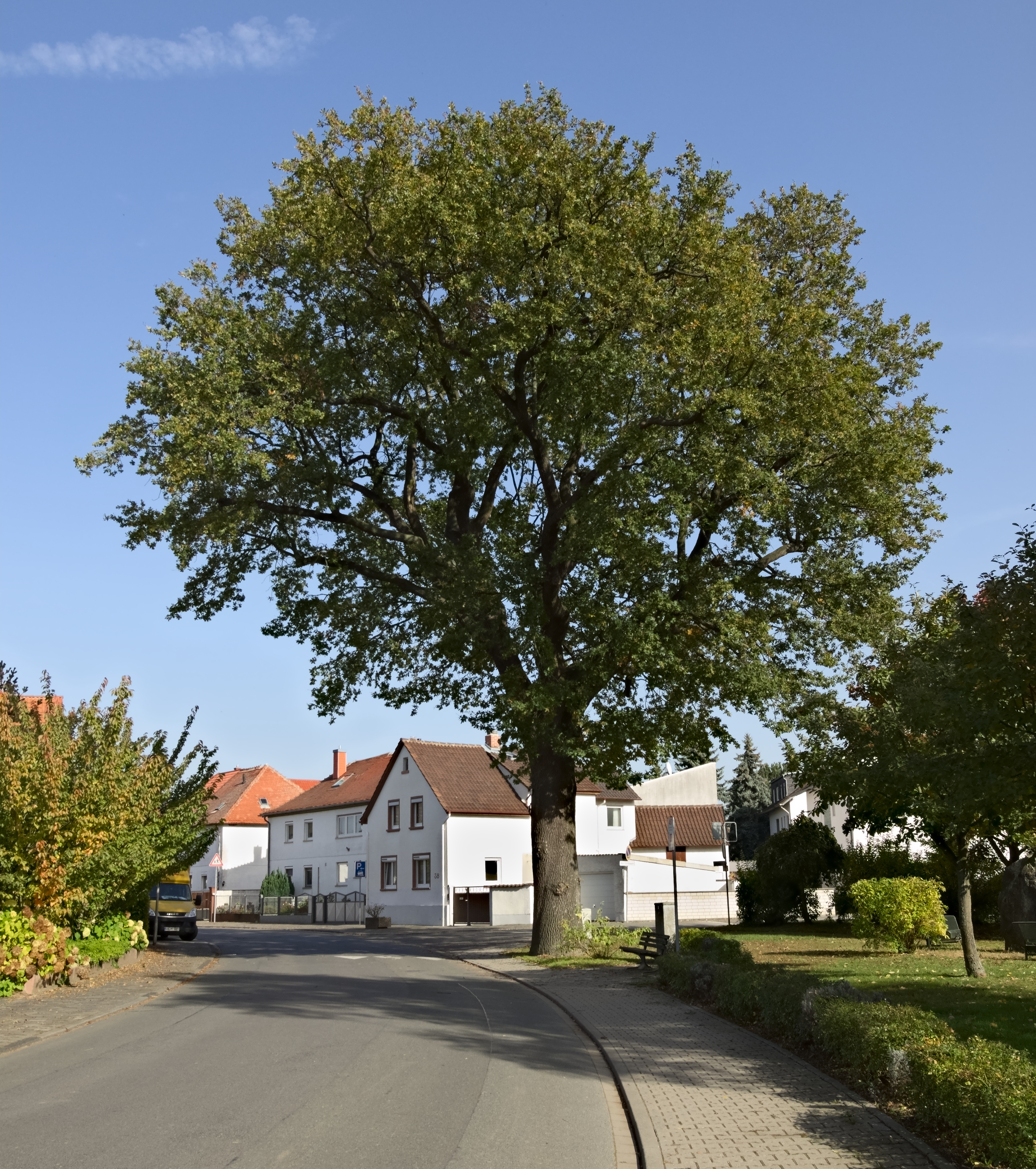
Friedenseiche von 1876, ehemaliges Naturdenkmal

Hahn liegt südlich der ebenfalls eingemeindeten Stadtteile Eschollbrücken und Eich sowie westlich des Stadtkerns von Pfungstadt. Der Stadtteil Hahn umfasst die Gemarkung Hahn.
Landschaftlich liegt Hahn im Hessischen Ried, einem Teil der Oberrheinischen Tiefebene. Durch die Landschaft schlängeln sich einige Gräben, die einst zur Entwässerung des Hessischen Rieds dienten, heute jedoch nur noch gelegentlich Wasser führen. Die südliche Grenze der Ortsbebauung bildet die Modau. Das Brauereiwäldchen wurde zum Gründungsjubiläum der Pfungstädter Brauerei angelegt und erinnert daran, dass in Hahn die Wiege der Pfungstädter Braukunst stand: das Gasthaus „Zum Hirschen“ in der heutigen Gernsheimer Straße.

## Geschichte

### Ortsgeschichte
Hahn wird soweit bekannt im Jahr 1208 erstmals erwähnt, als Heinrich von Dieburg, seine Ehefrau und seine Schwester Jutta dem Kloster Eberbach Güter in Hahn schenkt.
Weitere Erwähnungen:
- 1354 hat Schenk Eberhard von Erbach die Gülde von Hahn als Teil des Wittums der verstorbenen Agnes von Katzenelnbogen inne.
- Im 14. Jahrhundert haben die Schenken von Erbach Besitz in Hahn.
- Vor 1484 verzeichnet Hans Walborn das Dorf zu dem Henchin unter den Lehen, die er als Erbe seiner Vorfahren von Konrad von Frankenstein erhalten hat.
- 1571 steht das Dorf Hain dem Landgrafen von Hessen unmittelbar zu.[4]

Von der Entstehung Hahns weiß man nicht viel. In alten Urkunden ist der Ort mit verschiedenen Namensformen belegt: Hagen, Hein, Hayn, Hain und Hahn. Diese Namensformen gehen von dem altdeutschen Wort „hagen“ und vom mitteldeutsch „hagen, Hagin“ hervor. Zusammengezogen bedeutet hain, hein Dornbusch, Gehölz. Der Name des naheliegenden Hähnlein hat den gleichen Ursprung, wie auch andere Stadtteile in der näheren Umgebung.
Die Statistisch-topographisch-historische Beschreibung des Großherzogthums Hessen berichtet 1829 über Hahn:

„Hahn (L. Bez. Bensheim) luth. Pfarrdorf; 3 1⁄4 St. von Bensheim und unweit des Modaubachs gelegen, hat 84 Häuser und 667 Einw., die bis auf 5 Kath. und 10 Juden lutherisch sind. – Eustachius von Frankenstein, welcher an dem Dorfe Theil hatte, baute die Kapelle aus, die von Frau Hildegard von Sachsenhausen 1335 gestiftet worden war. Damals soll der Ort nur aus drei Gemeindsmännern bestanden haben. Schon 1647, oder nach dem Ankauf der Herrschaft Frankenstein wurde diese Kirche der Nähe wegen, dem Kapellan zu Pfungstadt, als eine besondere Pfarrei übergeben.“

Hessische Gebietsreform (1970–1977)
Im Zuge der Gebietsreform in Hessen wurde zum 1. Juli 1972 die Gemeinde Hahn auf eigenen Wunsch nach Pfungstadt eingemeindet. Für Hahn wurde ein Ortsbezirk gebildet.

### Verwaltungsgeschichte im Überblick
Die folgende Liste zeigt die Staaten und Verwaltungseinheiten, denen Hahn angehört(e):
- vor 1479: Heiliges Römisches Reich, Grafschaft Katzenelnbogen, Obergrafschaft Katzenelnbogen
- ab 1479: Heiliges Römisches Reich, Landgrafschaft Hessen (durch Erbfall), Obergrafschaft  Katzenelnbogen
- ab 1567: Heiliges Römisches Reich, Landgrafschaft Hessen-Darmstadt, Obergrafschaft  Katzenelnbogen (1571: Fron, Bede, Zins und Steuer werden ins Amt Zwingenberg gerechnet; 1783: zum Amt Darmstadt, später Oberamt Darmstadt, Amt Pfungstadt;  Zent Pfungstadt)
- ab 1803: Heiliges Römisches Reich, Landgrafschaft Hessen-Darmstadt, Fürstentum Starkenburg, Amt Pfungstadt[11]
- ab 1806: Großherzogtum Hessen,[Anm. 2] Fürstentum Starkenburg, Amt Pfungstadt
- ab 1815: Großherzogtum Hessen,[Anm. 3] Provinz Starkenburg, Amt Pfungstadt
- ab 1821: Großherzogtum Hessen, Provinz Starkenburg, Landratsbezirk Bensheim[Anm. 4]
- ab 1832: Großherzogtum Hessen, Provinz Starkenburg, Kreis Bensheim
- ab 1848: Großherzogtum Hessen, Regierungsbezirk Heppenheim
- ab 1852: Großherzogtum Hessen, Provinz Starkenburg, Kreis Darmstadt
- ab 1871: Deutsches Reich, Großherzogtum Hessen, Provinz Starkenburg, Kreis Darmstadt
- ab 1918: Deutsches Reich (Weimarer Republik), Volksstaat Hessen, Provinz Starkenburg, Kreis Darmstadt
- ab 1938: Deutsches Reich, Volksstaat Hessen, Landkreis Darmstadt[12][Anm. 5]
- ab 1945: Deutsches Reich, Amerikanische Besatzungszone,[Anm. 6] Groß-Hessen, Regierungsbezirk Darmstadt, Landkreis Darmstadt
- ab 1946: Deutsches Reich, Amerikanische Besatzungszone, Land Hessen, Regierungsbezirk Darmstadt, Landkreis Darmstadt
- ab 1949: Bundesrepublik Deutschland, Land Hessen, Regierungsbezirk Darmstadt, Landkreis Darmstadt
- ab 1972: Bundesrepublik Deutschland, Land Hessen, Regierungsbezirk Darmstadt, Landkreis Darmstadt, Stadt Pfungstadt[Anm. 7]
- ab 1977: Bundesrepublik Deutschland, Land Hessen, Regierungsbezirk Darmstadt, Landkreis Darmstadt-Dieburg, Stadt Pfungstadt[Anm. 8]

### Gerichtszugehörigkeit
Hahn gehörte zur Zent Pfungstadt deren Aufgaben ab etwa 1800 durch das Amt Pfungstadt wahrgenommen wurden. In der Landgrafschaft Hessen-Darmstadt wurde mit Ausführungsverordnung vom 9. Dezember 1803 das Gerichtswesen neu organisiert. Für das Fürstentum Starkenburg wurde das Hofgericht Darmstadt als Gericht der zweiten Instanz eingerichtet. Die Rechtsprechung der ersten Instanz in Pfungstadt verblieb zunächst bei den Ämtern. Das Hofgericht war für normale bürgerliche Streitsachen Gericht der zweiten Instanz, für standesherrliche Familienrechtssachen und Kriminalfälle die erste Instanz. Übergeordnet war das Oberappellationsgericht Darmstadt. Die Zentgerichte hatten damit ihre Funktion verloren.
Mit Bildung der Landgerichte im Großherzogtum Hessen war ab 1821 das Landgericht Zwingenberg das Gericht erster Instanz. Die zweite Instanz war weiter das Hofgericht Darmstadt. In der Zuständigkeit für Hahn folgten:
- 1839: Landgericht Gernsheim; zweite Instanz: Hofgericht Darmstadt
- 1853: Landgericht Darmstadt; zweite Instanz: Hofgericht Darmstadt
- 1879: Amtsgericht Darmstadt II (Umbenennung); zweite Instanz: Landgericht Darmstadt
- 1932: Amtsgericht Darmstadt; zweite Instanz: Landgericht Darmstadt

### Schulgeschichte
Im Jahre 1590 gründete ein gewisser Peter Bender die erste Schule im Ort, die aber nach 1600 wieder verschwand. Regulärer Unterricht findet seit 1653 in Hahn statt. Zwischen 1833 und 2006 diente die 1794 erbaute Zehntscheune als Schule. Die erste Ganztags-Grundschule des Landkreises Darmstadt-Dieburg entstand im Jahre 2006 in der Wilhelm-Weingärtner-Straße.

## Bevölkerung

### Einwohnerstruktur 2011
Nach den Erhebungen des Zensus 2011 lebten am Stichtag, dem 9. Mai 2011, in Hahn 2685 Einwohner. Darunter waren 186 (6,9 %) Ausländer. Nach dem Lebensalter waren 486 Einwohner unter 18 Jahren, 1104 zwischen 18 und 49, 546 zwischen 50 und 64 und 549 Einwohner waren älter. Die Einwohner lebten in 1026 Haushalten. Davon waren 446 Singlehaushalte, 309 Paare ohne Kinder und 369 Paare mit Kindern, sowie 75 Alleinerziehende und 27 Wohngemeinschaften. In 180 Haushalten lebten ausschließlich Senioren und in 696 Haushaltungen lebten keine Senioren.

### Einwohnerentwicklung
| • 1529: | 063 Hausgesesse                     |
| • 1791: | 446 Einwohner (mit Eich)            |
| • 1800: | 437 (Eich 76) Einwohner (Eich)      |
| • 1806: | 585 Einwohner, 98 Häuser (mit Eich) |
| • 1829: | 667 Einwohner, 84 Häuser            |
| • 1867: | 849 Einwohner, 137 Häuser           |

| Hahn: Einwohnerzahlen von 1800 bis 2015 | Hahn: Einwohnerzahlen von 1800 bis 2015 | Hahn: Einwohnerzahlen von 1800 bis 2015 | Hahn: Einwohnerzahlen von 1800 bis 2015 | Hahn: Einwohnerzahlen von 1800 bis 2015 |
| --- | --------------------------------------- | --------------------------------------- | --------------------------------------- | --------------------------------------- |
| Jahr |                                         |                                         |                                         | Einwohner                               |
| 1800 | 1800                                    |                                         | 437                                     | 437                                     |
| 1829 | 1829                                    |                                         | 667                                     | 667                                     |
| 1834 | 1834                                    |                                         | 687                                     | 687                                     |
| 1840 | 1840                                    |                                         | 769                                     | 769                                     |
| 1846 | 1846                                    |                                         | 854                                     | 854                                     |
| 1852 | 1852                                    |                                         | 874                                     | 874                                     |
| 1858 | 1858                                    |                                         | 887                                     | 887                                     |
| 1864 | 1864                                    |                                         | 896                                     | 896                                     |
| 1871 | 1871                                    |                                         | 862                                     | 862                                     |
| 1875 | 1875                                    |                                         | 891                                     | 891                                     |
| 1885 | 1885                                    |                                         | 1.005                                   | 1.005                                   |
| 1895 | 1895                                    |                                         | 1.061                                   | 1.061                                   |
| 1905 | 1905                                    |                                         | 1.148                                   | 1.148                                   |
| 1910 | 1910                                    |                                         | 1.213                                   | 1.213                                   |
| 1925 | 1925                                    |                                         | 1.260                                   | 1.260                                   |
| 1939 | 1939                                    |                                         | 1.244                                   | 1.244                                   |
| 1946 | 1946                                    |                                         | 1.566                                   | 1.566                                   |
| 1950 | 1950                                    |                                         | 1.646                                   | 1.646                                   |
| 1956 | 1956                                    |                                         | 1.620                                   | 1.620                                   |
| 1961 | 1961                                    |                                         | 1.705                                   | 1.705                                   |
| 1967 | 1967                                    |                                         | 1.982                                   | 1.982                                   |
| 1970 | 1970                                    |                                         | 1.983                                   | 1.983                                   |
| 1980 | 1980                                    |                                         | ?                                       | ?                                       |
| 1990 | 1990                                    |                                         | ?                                       | ?                                       |
| 2000 | 2000                                    |                                         | 2.425                                   | 2.425                                   |
| 2005 | 2005                                    |                                         | 2.596                                   | 2.596                                   |
| 2010 | 2010                                    |                                         | 2.716                                   | 2.716                                   |
| 2011 | 2011                                    |                                         | 2.685                                   | 2.685                                   |
| 2015 | 2015                                    |                                         | 2.948                                   | 2.948                                   |
| Datenquelle: Historisches Gemeindeverzeichnis für Hessen: Die Bevölkerung der Gemeinden 1834 bis 1967. Wiesbaden: Hessisches Statistisches Landesamt, 1968. Weitere Quellen: ; Website Pfungstadt: 2000, 2005, nach 2005; Zensus 2011 |                                         |                                         |                                         |                                         |

### Religionszugehörigkeit
Quelle: Historisches Ortslexikon und Stadt Pfungstadt
| • 1829: | 652 lutheranische (= 97,75 %), 10 jüdische (= 1,50 %) und 5 katholische (= 0,75 %) Einwohner |
| • 1961: | 1481 evangelische (= 86,9 %), 202 römisch-katholische (= 11,8 %) Einwohner                   |
| • 2000: | 1544 evangelische (= 63,57 %), 361 römisch-katholische (= 14,89 %) Einwohner                 |
| • 2016: | 1365 evangelische (= 49,95 %), 454 römisch-katholische (= 15,62 %) Einwohner                 |

## Religion
Der Ortsteil Hahn ist wie die Stadt Pfungstadt überwiegend evangelisch geprägt, von 2678 Einwohnern bekannten sich im Jahr 2005 1514 Personen zu dieser Konfession.

## Politik

### Ortsbeirat
Für Hahn besteht ein Ortsbezirk (Gebiete der ehemaligen Gemeinde Hahn) mit Ortsbeirat und Ortsvorsteher nach der Hessischen Gemeindeordnung.
Der Ortsbeirat besteht aus 9 Mitgliedern. Bei den Kommunalwahlen in Hessen 2021 betrug die Wahlbeteiligung zum Ortsbeirat Hahn 53,51 %. Dabei wurden gewählt: vier Mitglieder der SPD, zwei Mitglieder der CDU und drei Mitglieder der „Unabhängigen Bürgerliste Pfungstadt“ (UBP). Der Ortsbeirat wählte am 21. April 2021 Frau Petra Kraft (UBP) zu Ortsvorsteherin.

### Wappen
Das Wappen wurde am 10. Mai 1972 durch das Hessische Ministerium des Innern genehmigt.
Blasonierung: „In Gold ein auf einem roten abgeledigten Bogen ein rotes breitrandiges Kreuz.“
Das GERICHTS SIGEL IN HAN PF 1623 und ein neueres Siegel des frühen 19. Jahrhunderts (Siegelstempel im Gemeindebesitz) bringen im Schild dieses Bild. Letzteres mit der Umschrift: G. H. BÜRGERMEISTEREI HAHN K. B. (= Kreis Bensheim), in dem aus dem Bogen des zur Zent Pfungstadt („PF“) gehörenden Ortes ist wohl eher Ortsmarke denn als kirchliches Symbol zu erklären.
Das Wappen geht aus einem Siegelbild von 1623 hervor, könnte jedoch auch älter sein. Die Farben gehen auf das Wappen derer von Frankenstein zurück.
Die Gestaltung des Wappens lag in den Händen des Bad Nauheimer Heraldikers Heinz Ritt.
Eine offizielle Flagge wurde nie genehmigt. Es gibt jedoch eine nichtamtliche Flagge, die auf grün-weiß-grünem Flaggentuch das Gemeindewappen zeigt.

## Kultur und Sehenswürdigkeiten

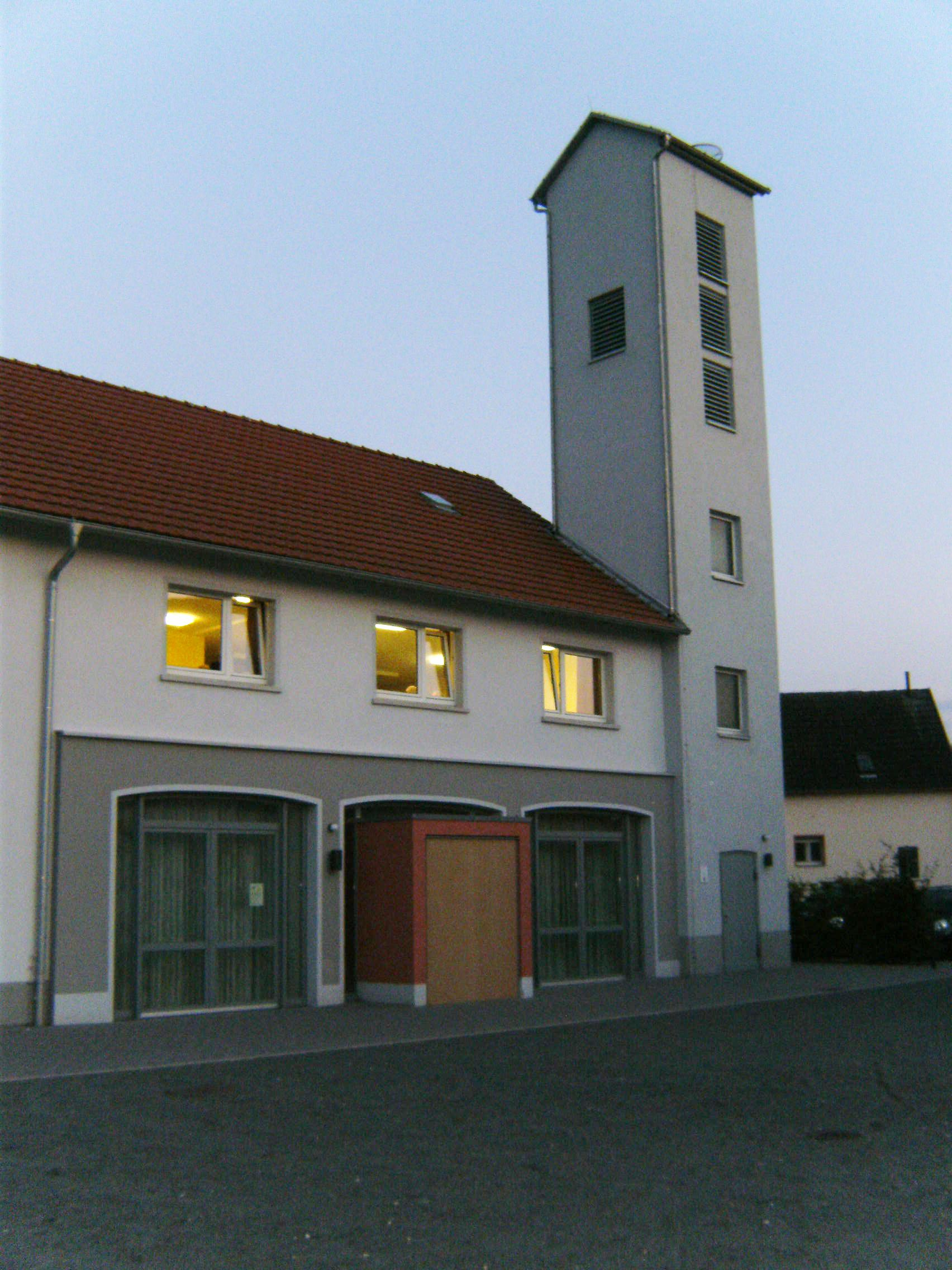
Bürgerzentrum Pfungstadt-Hahn

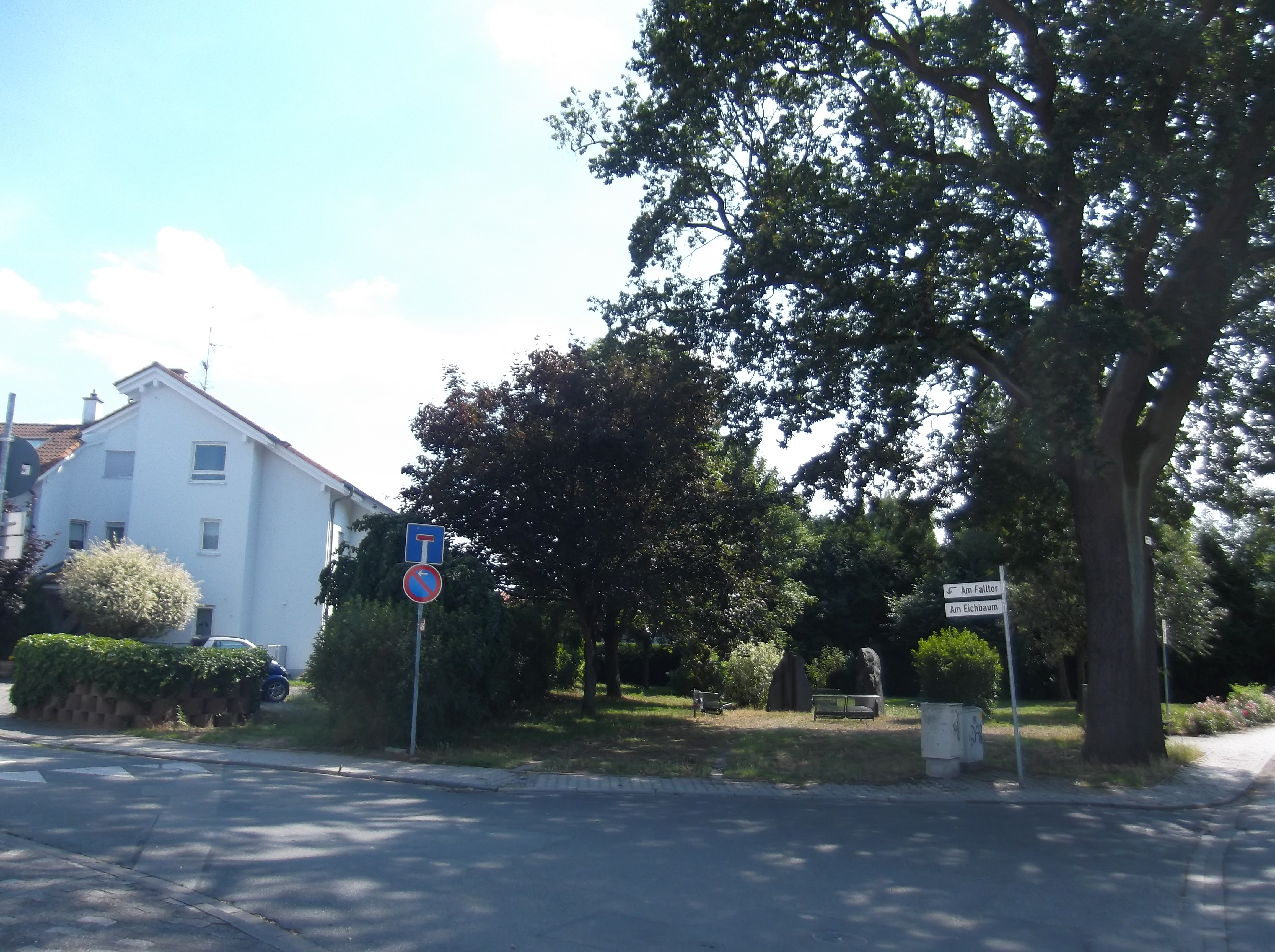
Friedenseiche von 1876, gepflanzt anlässlich des Sieges über Frankreich 1871

### Regelmäßige Veranstaltungen
- Das größte Fest im Ort ist die Kerb, die von den örtlichen Vereinen ausgerichtet wird und am Sonntag nach dem Michaelistag (29. September) stattfindet.
- Im Juli findet im Sportpark ein Sommerfest statt und am evangelischen Gemeindehaus das Sommer-Backofen-Fest.

### Evangelische Kirche
Sehenswert ist die 1703 erbaute evangelische Kirche, die sich in der Dorfmitte befindet.

### Naturdenkmäler
Der Ort beherbergt das Naturdenkmal Schillereiche von 1806 (Schillerasch im Volksmund). Die Friedenseiche von 1876 (Aschbom) war ebenfalls 1938 als Naturdenkmal ausgewiesen worden, sie wurde jedoch 2013 aus der Liste gelöscht.
- Siehe auch: Liste der Naturdenkmale in Pfungstadt

### Heimatstube
Im ehemaligen Rathaus befindet sich die örtliche Heimatstube, in der u. a. ein Kolonialwarenladen ausgestellt ist, sowie eine Fliegerbombe, die 2010 geborgen wurde.

### Bürgerzentrum
Im Jahr 1955 wurde mit dem Bau des Feuerwehrhauses begonnen, in das die Freiwillige Feuerwehr Hahn im Mai 1956 einziehen konnte. Das Feuerwehrhaus wurde am 18. April 1959 offiziell übergeben. Inzwischen wurden die Feuerwehren von Hahn, Eschollbrücken und Eich vereint und eine neue Zentralstation Feuerwehr Pfungstadt-West gebaut. Nachdem die Feuerwehr umgezogen war, wurde das bisherige Feuerwehrhaus im Jahr 2010 komplett renoviert und zu einem Bürgerzentrum umgestaltet. Das Bürgerzentrum ist für Feiern wie Konfirmationen, Geburtstage etc. zu mieten. Aber es dient auch als Wahllokal für Frauentreffs und ähnliche Veranstaltungen.

### Sport und Kulturvereine

#### Sport
Das Sportleben wird durch den SV Hahn e.V. geprägt. Dieser entstand 1971 aus der Fusion der SKG Hahn und dem TV Hoffnung Hahn. Der Sport in Hahn fußt des Weiteren auf den vier Vereinen TV Hoffnung Hahn gegr. 1901, der FTG Hahn gegr. 1906, dem Fußballclub Olympia Hahn gegr. 1909 und der 1945 entstandenen SKG Hahn.
1927 und 1928 konnte durch die Mitglieder der FTG eine hölzerne Turnhalle gebaut werden, diese fiel während des II. Weltkrieges einem Luftangriff zum Opfer.
1933 wurden die FTG, der FC Olympia und der TV Hoffnung Hahn zur GfL zwangsvereinigt. Nach dem Zweiten Weltkrieg gründete sich 1945 zuerst die SKG als allumfassender Sport- und Kulturverein. Aber schon bald zeigten sich Differenzen und so gründete sich der TV Hoffnung Hahn 1948 erneut. Ein Jahr später löste sich der Gesangsverein Sängerlust 1882 wieder aus dem Verbund der SKG.
In den 1960er Jahren entstand eine Sporthalle mit angrenzendem Sportplatz. Durch Verlegung der Sportplätze des SV Hahn an den nördlichen Rand der Ortsbebauung entstand zwischen 2007 und 2010 der neue Sportpark Hahn, dort existiert nun ein öffentliches Fitnessstudio, das durch den Sportverein betrieben wird. Das alte Sportgelände wurde zur Wohnbebauung freigegeben und bildet das Neubaugebiet „Wirthumsgarten“.

#### Kultur

##### Gesang
Zum Kulturangebot gehört der Gesangverein Sängerlust 1882 Hahn. Dieser Verein unterhält neben einem gemischten Chor einen Kinderchor und eine musikalische Früherziehung. Seine Vereinsräumlichkeiten hat der Verein im ehemaligen Feuerwehrhaus, dem heutigen Bürgerzentrum.

##### Kleintierzucht
Der Kleintierzuchtverein H45 gegründet 1933 widmet sich der Zucht von Geflügel, Tauben und Kaninchen. Seine Zuchtgelände befindet sich nordwestlich des Ortes in unmittelbarer Nähe zur B 426. Jährlich im November richtet der Verein die Stadtschau aus.

## Verkehr und Infrastruktur

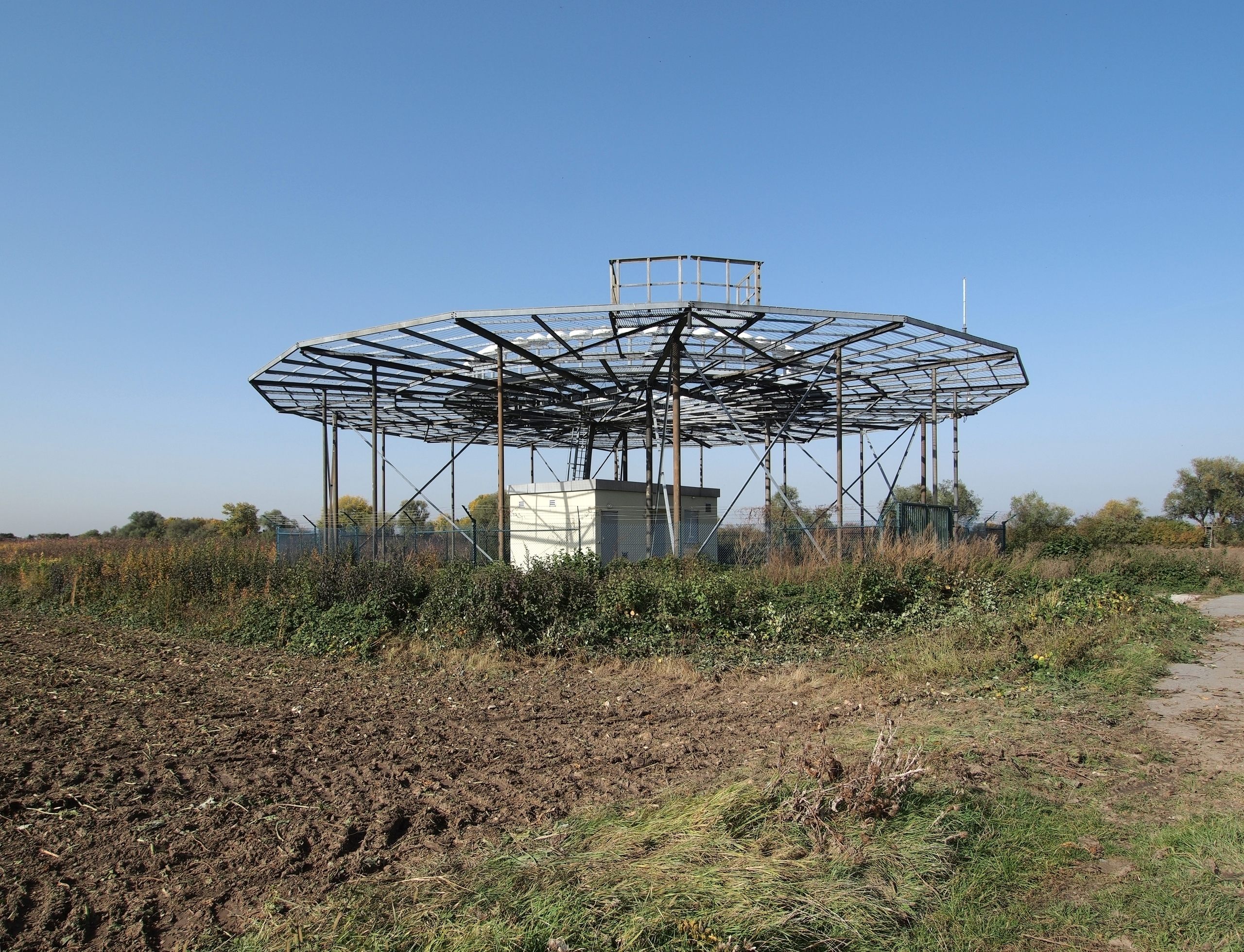
Ried VOR

### Ansässige Unternehmen
Einer der größten Arbeitgeber vor Ort ist ein mehrmals erweitertes Altersheim, das privatwirtschaftlich geführt wird. Zudem wurde 2003 ein neues Gewerbegebiet in der Max-Planck-Str. geschaffen, in welchem sich u. a. eine Firma für Laserstrahldiagnostik, PRIMES GmbH, befindet. Sie zählt in Pfungstadt ebenfalls zu den größten Arbeitgebern und beschäftigt rund 140 Mitarbeiter.
Neben einem größeren Supermarkt sind noch kleinere Geschäfte wie eine Bäckerei, ein Gemischtwarenladen mit Lottoannahme, eine Post und drei Frisöre vorhanden.

### Landwirtschaft
Im Grunde noch immer ländlich geprägt, ging die Zahl der landwirtschaftlichen Betriebe im Zeitraum von 1954 bis 2015 von 54 auf drei Betriebe zurück. Die Anbaufläche betrug 1960 544 Hektar, 2015 nur noch 360 Hektar, sank somit in einem Zeitraum von 55 Jahren um 184 Hektar. Haupteinnahmequelle der verbliebenen landwirtschaftlichen Betriebe stellt die Selbstvermarktung dar.

### Verkehr
Hahn liegt direkt an der Bundesautobahn 67, die auch Teil der Europastraße 451 ist. Die Anschlussstelle Pfungstadt ermöglicht heute eine schnelle Verbindung Richtung Norden nach Darmstadt, Rhein-Main-Flughafen und Frankfurt. Richtung Süden besteht eine ebenso schnelle Verbindung nach Mannheim und Ludwigshafen. 2004 wurde eine Umgehungsstraße B 426 neu in Betrieb genommen, wodurch der Durchgangsverkehr auf der durch den Ort führenden Bundesstraße 426 alt deutlich zurückging.
Die alte B 426 wurde nach ihrer Umwidmung zur Ortsstraße zurückgebaut und teilweise mit einer Straßenrandbegrünung erhalten.
Etwa 2 km südwestlich von Hahn steht auf freiem Feld das Ried VOR, ein Navigationssender für die Luftfahrt.

### Öffentliche Einrichtungen

#### Ver- und Entsorgung
Die Ortschaft Hahn verfügte über ein modernes Versorgungsnetz. Seit 1910 beliefert das Wasserwerk der Stadt Pfungstadt Hahn mit fließendem Wasser. Strom wird seit 1914 durch die Entega (vormals HEAG) bereitgestellt. Zwischen 1963 und 1966 wurde durch die, damals noch selbstständige, Gemeinde ein Kanalisationsnetz erbaut. An das Gasnetz ist Hahn seit 1999 angeschlossen. 2016 erfolgte der Glasfaserausbau.

#### Feuerwehr
Der Brand- und Katastrophenschutz wird durch die, am 14. September 2006 gegründete, Freiwillige Feuerwehr Pfungstadt-West sichergestellt. Pfungstadt-West ist ein Zusammenschluss der drei, ehemals selbstständigen, Freiwilligen Feuerwehren von Eschollbrücken, Eich und Hahn. Das gemeinsame Feuerwehrhaus befindet sich im Floriansweg in Eich. Zuvor wurde die Gefahrenabwehr von der 1893 gegründeten Hahner Feuerwehr gewährleistet.

### Bildung
- Grundschule

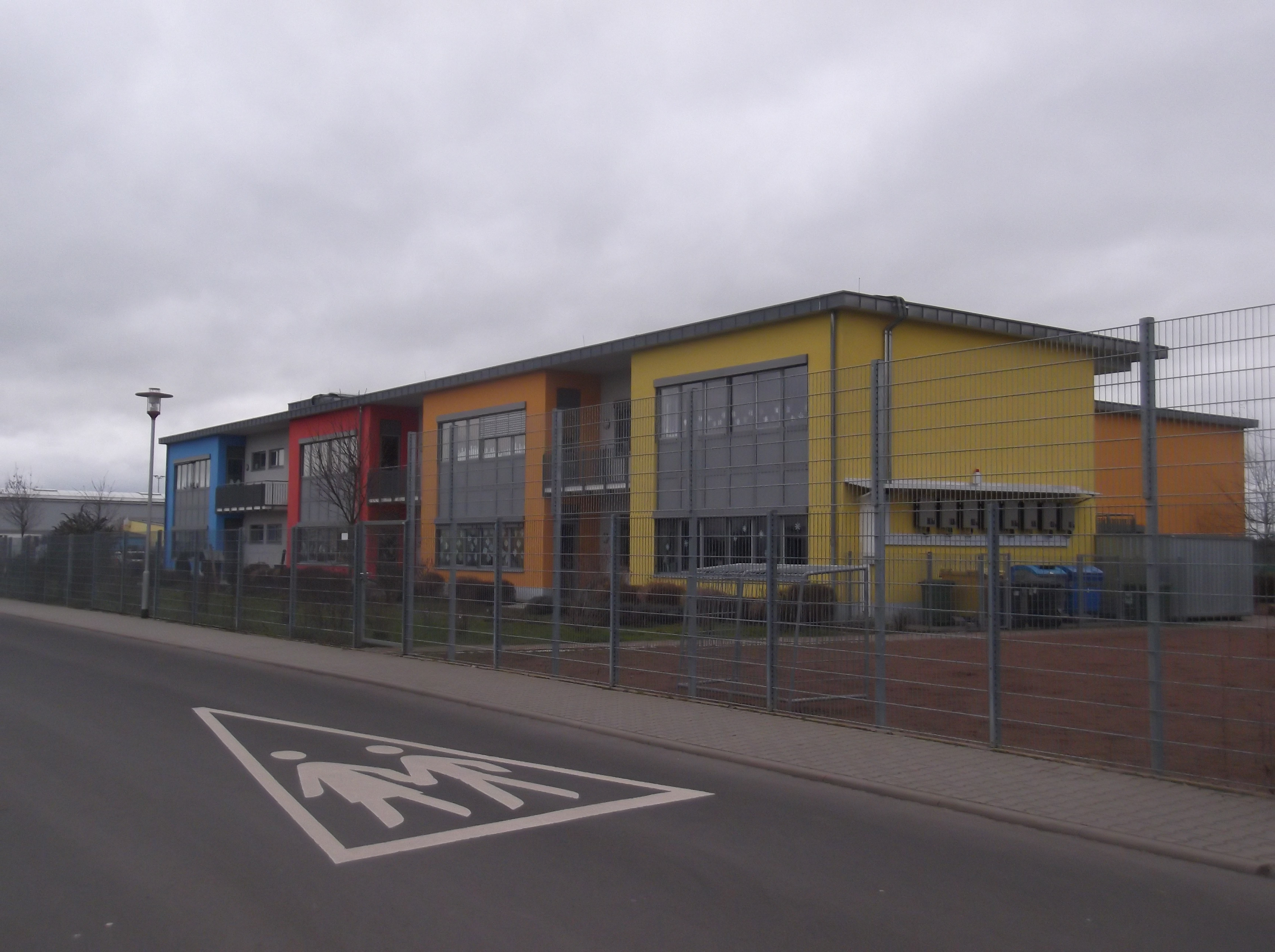
Die Ganztagsgrundschule in Hahn, erbaut 2006

- Der 1912 gegründete Evangelische Kindergarten wurde in den letzten Jahren modernisiert und ist mit seinem großen Freigelände ausgestattet.
- In der alten Grundschule wurde im Oktober 2007 von der Arbeiterwohlfahrt eine Einrichtung zur Kleinkinderbetreuung untergebracht.